# Cầu lông tại Đại hội Thể thao Bán đảo Đông Nam Á 1959
Cầu lông là một trong số ít các môn thể thao chính được tổ chức ngay từ kỳ đại hội đầu tiên của Đại hội Thể thao Bán đảo Đông Nam Á (SEAP Games) năm 1959. Các trận đấu được tổ chức tại Bangkok, Thái Lan từ ngày 12 đến 17 tháng 12 năm 1959.
Do các nội dung đồng đội bị hủy bỏ, chỉ có hai nội dung cá nhân được tổ chức là: đó là đơn nam và đôi nam.  Chỉ có Thái Lan, Miến Điện (nay là Myanmar) và Lào tham gia các nội dung thi đấu cầu lông. 
Đáng chú ý, Singapore và Liên bang Mã Lai (nay là Malaysia) ban đầu có kế hoạch tham dự môn cầu lông nhưng đã rút lui do liên đoàn cầu lông quốc gia của họ chưa được công nhận bởi ủy ban Olympic quốc gia tương ứng. 
Thanoo Khadjadbhye đã đánh bại đồng đội của mình là Charoen Wattanasin trong trận chung kết đơn nam với tỉ số 15–14, 15–13. Ở nội dung đôi nam, Kamal Sudthivanich đã bắt cặp với Charoen Wattanasin để đánh bại cặp đôi Narong Bhornchima và Raphi Kanchanaraphi với tỉ số 15–12, 15–14 trong một trận chung kết toàn Thái Lan khác.  Philip Gaudoin đã giúp Miến Điện giành hai huy chương đồng ở nội dung đơn và đôi nam. Lào kết thúc các nội dung thi đấu mà không giành được huy chương nào. 

## Bảng huy chương
| Hạng               | Đoàn                | Vàng | Bạc | Đồng | Tổng số |
| ------------------ | ------------------- | ---- | --- | ---- | ------- |
| 1                  | Thái Lan (THA)      | 2    | 2   | 0    | 4       |
| 2                  | Myanmar (Miến Điện) | 0    | 0   | 2    | 2       |
| Tổng số (2 đơn vị) | Tổng số (2 đơn vị)  | 2    | 2   | 2    | 6       |

## Tóm tắt kết quả
| Đại hội | Vàng                                               | Bạc                                                | Đồng                                    |
| ------- | -------------------------------------------------- | -------------------------------------------------- | --------------------------------------- |
| Đơn nam | Thanoo Khadjadbhye · Thái Lan                      | Charoen Wattanasin · Thái Lan                      | Philip Gaudoin · Miến Điện              |
| Đôi nam | Charoen Wattanasin · Kamal Sudthivanich · Thái Lan | Narong Bhornchima · Raphi Kanchanaraphi · Thái Lan | Philip Gaudoin · Aung Myint · Miến Điện |

## Kết quả

### Đơn nam
|  | Tứ kết | Tứ kết             | Tứ kết             | Tứ kết            | Tứ kết             |    |  | Bán kết | Bán kết               | Bán kết               | Bán kết               | Bán kết               |                       |  | Chung kết | Chung kết | Chung kết | Chung kết | Chung kết |  |
|  |        |                    |                    |                   |                    |    |  |         |                       |                       |                       |                       |                       |  |           |           |           |           |           |  |
|  |        | Charoen Wattanasin | 15                 | 15                |                    |    |  |         |                       |                       |                       |                       |                       |  |           |           |           |           |           |  |
|  |        | Charoen Wattanasin | 15                 | 15                |                    |    |  |         |                       |                       |                       |                       |                       |  |           |           |           |           |           |  |
|  |        | Khin Maung Aye     | 2                  | 2                 |                    |    |  |         |                       |                       |                       |                       |                       |  |           |           |           |           |           |  |
|  |        | Khin Maung Aye     | 2                  | 2                 | Charoen Wattanasin |    |  |         |                       |                       |                       |                       |                       |  |           |           |           |           |           |  |
|  |        |                    |                    |                   |                    |    |  |         |                       |                       |                       |                       |                       |  |           |           |           |           |           |  |
|  |        |                    |                    | Philip Gaudoin    |                    |    |  |         |                       |                       |                       |                       |                       |  |           |           |           |           |           |  |
|  |        |                    |                    |                   |                    |    |  |         |                       |                       |                       |                       |                       |  |           |           |           |           |           |  |
|  |        |                    |                    |                   |                    |    |  |         |                       |                       |                       |                       |                       |  |           |           |           |           |           |  |
|  |        |                    |                    |                   |                    |    |  |         |                       |                       |                       |                       |                       |  |           |           |           |           |           |  |
|  |        |                    | Charoen Wattanasin | 14                | 13                 |    |  |         |                       |                       |                       |                       |                       |  |           |           |           |           |           |  |
|  |        |                    |                    |                   |                    |    |  |         |                       |                       |                       |                       |                       |  |           |           |           |           |           |  |
|  |        |                    |                    | Thanoo Khadjadbye | 15                 | 15 |  |         |                       |                       |                       |                       |                       |  |           |           |           |           |           |  |
|  |        |                    |                    |                   |                    | 15 |  |         |                       |                       |                       |                       |                       |  |           |           |           |           |           |  |
|  |        |                    |                    |                   |                    |    |  |         |                       |                       |                       |                       |                       |  |           |           |           |           |           |  |
|  |        |                    |                    |                   |                    |    |  |         |                       |                       |                       |                       |                       |  |           |           |           |           |           |  |
|  |        |                    | Tiock              |                   |                    |    |  |         | Tranh huy chương đồng | Tranh huy chương đồng | Tranh huy chương đồng | Tranh huy chương đồng | Tranh huy chương đồng |  |           |           |           |           |           |  |
|  |        |                    |                    |                   |                    |    |  |         |                       |                       |                       |                       |                       |  |           |           |           |           |           |  |
|  |        |                    |                    | Thanoo Khadjadbye |                    |    |  |         |                       |                       |                       |                       |                       |  |           |           |           |           |           |  |
|  |        | Bounpheng Siaksone | 5                  | 7                 |                    |    |  |         | Philip Gaudoin        |                       |                       |                       |                       |  |           |           |           |           |           |  |
|  |        |                    |                    |                   |                    |    |  |         | Philip Gaudoin        |                       |                       |                       |                       |  |           |           |           |           |           |  |
|  |        | Thanoo Khadjadbye  | 15                 | 15                |                    |    |  |         | Tiock                 |                       |                       |                       |                       |  |           |           |           |           |           |  |

### Đôi nam
|  | Tứ kết | Tứ kết                                | Tứ kết                                | Tứ kết                                | Tứ kết                                |    |  | Bán kết | Bán kết                   | Bán kết               | Bán kết               | Bán kết               |                       |  | Chung kết | Chung kết | Chung kết | Chung kết | Chung kết |  |
|  |        |                                       |                                       |                                       |                                       |    |  |         |                           |                       |                       |                       |                       |  |           |           |           |           |           |  |
|  |        | Narong Bhornchima Raphi Kanchanaraphi | 15                                    | 15                                    |                                       |    |  |         |                           |                       |                       |                       |                       |  |           |           |           |           |           |  |
|  |        | Narong Bhornchima Raphi Kanchanaraphi | 15                                    | 15                                    |                                       |    |  |         |                           |                       |                       |                       |                       |  |           |           |           |           |           |  |
|  |        | Bounminh Vongdeuane                   | 2                                     | 2                                     |                                       |    |  |         |                           |                       |                       |                       |                       |  |           |           |           |           |           |  |
|  |        | Bounminh Vongdeuane                   | 2                                     | 2                                     | Narong Bhornchima Raphi Kanchanaraphi |    |  |         |                           |                       |                       |                       |                       |  |           |           |           |           |           |  |
|  |        |                                       |                                       |                                       |                                       |    |  |         |                           |                       |                       |                       |                       |  |           |           |           |           |           |  |
|  |        |                                       |                                       | Philip Gaudoin Aung Myint             |                                       |    |  |         |                           |                       |                       |                       |                       |  |           |           |           |           |           |  |
|  |        |                                       |                                       |                                       |                                       |    |  |         |                           |                       |                       |                       |                       |  |           |           |           |           |           |  |
|  |        |                                       |                                       |                                       |                                       |    |  |         |                           |                       |                       |                       |                       |  |           |           |           |           |           |  |
|  |        |                                       |                                       |                                       |                                       |    |  |         |                           |                       |                       |                       |                       |  |           |           |           |           |           |  |
|  |        |                                       | Narong Bhornchima Raphi Kanchanaraphi | 12                                    | 14                                    |    |  |         |                           |                       |                       |                       |                       |  |           |           |           |           |           |  |
|  |        |                                       |                                       |                                       |                                       |    |  |         |                           |                       |                       |                       |                       |  |           |           |           |           |           |  |
|  |        |                                       |                                       | Charoen Wattanasin Kamal Sudthivanich | 15                                    | 15 |  |         |                           |                       |                       |                       |                       |  |           |           |           |           |           |  |
|  |        |                                       |                                       |                                       |                                       | 15 |  |         |                           |                       |                       |                       |                       |  |           |           |           |           |           |  |
|  |        |                                       |                                       |                                       |                                       |    |  |         |                           |                       |                       |                       |                       |  |           |           |           |           |           |  |
|  |        |                                       |                                       |                                       |                                       |    |  |         |                           |                       |                       |                       |                       |  |           |           |           |           |           |  |
|  |        |                                       | Myint Htoon Maung Hla                 |                                       |                                       |    |  |         | Tranh huy chương đồng     | Tranh huy chương đồng | Tranh huy chương đồng | Tranh huy chương đồng | Tranh huy chương đồng |  |           |           |           |           |           |  |
|  |        |                                       |                                       |                                       |                                       |    |  |         |                           |                       |                       |                       |                       |  |           |           |           |           |           |  |
|  |        |                                       |                                       | Charoen Wattanasin Kamal Sudthivanich |                                       |    |  |         |                           |                       |                       |                       |                       |  |           |           |           |           |           |  |
|  |        | Bounpheng Siaksone Tiock              | 6                                     | 7                                     |                                       |    |  |         | Philip Gaudoin Aung Myint |                       |                       |                       |                       |  |           |           |           |           |           |  |
|  |        |                                       |                                       |                                       |                                       |    |  |         | Philip Gaudoin Aung Myint |                       |                       |                       |                       |  |           |           |           |           |           |  |
|  |        | Charoen Wattanasin Kamal Sudthivanich | 15                                    | 15                                    |                                       |    |  |         | Myint Htoon Maung Hla     |                       |                       |                       |                       |  |           |           |           |           |           |  |